# 술폴로부스 네오제알란디쿠스
술폴로부스 네오제알린디쿠스는 술폴로부스속에 속하는 한 종이다.